# Dipartimento per la programmazione e il coordinamento della politica economica
Il Dipartimento per la programmazione e il coordinamento della politica economica (DIPE) è una struttura incardinata presso Presidenza del Consiglio dei ministri; è stata istituita con DPCM 21 giugno 2007.
Essa svolge le funzioni di segretariato del Comitato interministeriale per la programmazione economica (CIPE) e di istruttoria per l'esame da parte del Comitato delle proposte di deliberazione presentate dalle Amministrazioni componenti, secondo quanto previsto dal regolamento interno del Comitato. Il Dipartimento svolge inoltre attività di analisi economico-finanziaria a supporto delle funzioni di indirizzo e programmazione della spesa per investimenti nonché funzioni di coordinamento e gestione delle banche dati sugli investimenti pubblici.
La competenza, dal 2011 al 2014, era affidata al Ministro per la coesione territoriale, che riguardo alle politiche di coesione nazionali e comunitarie si avvaleva anche del Dipartimento per lo sviluppo delle economie territoriali e delle aree urbane della Presidenza del Consiglio dei ministri e del Dipartimento per le politiche di coesione (ex Dipartimento per lo sviluppo e la coesione economica del Ministero dello sviluppo economico).

## Struttura
Il Dipartimento è coordinato da un Capo del Dipartimento dal quale dipendono le seguenti strutture tecniche:
- STPE - Segreteria tecnica per la programmazione economica
- UTFP - Unità tecnica finanza di progetto
- NARS - Nucleo di consulenza per l'attuazione delle linee guida per la regolazione dei servizi di pubblica utilità
- NUVV - Nucleo di valutazione e verifica degli investimenti pubblici.

Il Dipartimento si articola nei seguenti Uffici e servizi:
- Ufficio di Segretariato, coordinamento e supporto interistituzionale
  - Servizio I di Segretariato del CIPE
  - Servizio II per gli Affari generali e del personale
- Ufficio per gli investimenti di rete e i servizi di pubblica utilità
  - Servizio I per le Infrastrutture e la regolazione dei servizi di pubblica utilità
  - Servizio II per la gestione della banca dati del Programma delle Infrastrutture Strategiche (PIS) e del sistema MIP/CUP
- Ufficio per gli investimenti immateriali, l'ambiente, lo sviluppo e la coesione territoriale
  - Servizio I per gli investimenti immateriali e la programmazione e il riparto delle risorse per lo sviluppo e la coesione
  - Servizio II per lo sviluppo sostenibile dell'ambiente e del territorio, l'energia e le attività produttive[1]

## Sottosegretari di Stato con delega al dipartimento
| Sottosegretario | Sottosegretario  | Sottosegretario            | Partito                  | Governo        | Mandato           | Mandato          |
| Sottosegretario | Sottosegretario  | Sottosegretario            | Partito                  | Governo        | Inizio            | Fine             |
| --------------- | ---------------- | -------------------------- | ------------------------ | -------------- | ----------------- | ---------------- |
|                 |                  | Fabio Gobbo (1947-2008)    | Indipendente             | Prodi II       | 17 maggio 2006    | 6 aprile 2008    |
|                 |                  | Gianfranco Miccichè (1954) | PdL/FdS                  | Berlusconi IV  | 8 maggio 2008     | 16 novembre 2011 |
|                 |                  | Fabrizio Barca (1954)      | Indipendente             | Monti          | 16 novembre 2011  | 28 aprile 2013   |
|                 |                  | Rocco Girlanda (1966)      | Nuovo Centrodestra       | Letta          | 14 luglio 2013    | 22 febbraio 2014 |
|                 |                  | Luca Lotti (1982)          | Partito Democratico      | Renzi          | 28 febbraio 2014  | 12 dicembre 2016 |
| Gentiloni       | 12 dicembre 2016 | Luca Lotti (1982)          | Partito Democratico      | 1º giugno 2018 |                   |                  |
|                 |                  | Giancarlo Giorgetti (1966) | Lega per Salvini Premier | Conte I        | 1º giugno 2018    | 5 settembre 2019 |
|                 |                  | Mario Turco (1968)         | Movimento 5 Stelle       | Conte II       | 16 settembre 2019 | 13 febbraio 2021 |
|                 |                  | Bruno Tabacci (1946)       | Centro Democratico       | Draghi         | 1 marzo 2021      | 22 ottobre 2022  |
|                 |                  | Alessandro Morelli (1977)  | Lega per Salvini Premier | Meloni         | 2 novembre 2022   | in carica        |